# Sabouk
Sabouk est un groupe de musique réunionnais mêlant maloya et jazz fusion créé en 1988 par François « Kiki » Mariapin.

## Histoire
Sabouk (terme créole réunionnais issu du tamoul shabuk signifiant « fouet », référence à l'esclavagisme et à l'engagisme) est une formation qui inclut des musiciens issus de la formation de la fin des années 1970 « Carrousel », qui avait amorcé les premières recherches de fusion maloya-jazz. Plusieurs d'entre eux ont été accompagnateurs d'Alain Péters et de Ti Fock (Kiki Mariapin, Teddy Baptiste).
Ce « laboratoire musical » regroupe dans sa première mouture en 1992 :
- Teddy Baptiste : guitares, percussions, arrangements
- Gérard Brancard : chant et percussions
- Bernard Filo : batterie et percussions
- François « Kiki » Mariapin : basse et chœurs
- Gilbert « Bébert » Mariapin : percussions, chœurs
- Betty Boristhène : claviers, chœurs
- Luc Joly : saxophone
- Nicolas Moucazambo : percussions [2]

Le groupe connaît en 1992, à la suite de la parution de son premier album Sabouk, une médiatisation à La Réunion (diffusion radio et, passages et clips à la télévision) qui lui permet de toucher un large public local. Les singles Rassin et Sentié la sont des succès locaux.
Sabouk est l'une des premières formations réunionnaises à entreprendre des tournées en dehors de l'île (Inde, Afrique de l'Ouest, France métropolitaine, Nouvelle Calédonie) .
Après un second album en 1997 intitulé Sézon, Sabouk se met en sommeil et revient occasionnellement pour des séries de concerts (en 2003 pour des dates africaines, et à La Réunion en 2010 au théâtre de Plein Air de Saint-Gilles, en 2017 au Palaxa de Saint-Denis et en 2020 au Bisik à Saint-Benoît),, . 
Avec un lineup en mouvement (départ de Luc Joly, passages de Tot, Betty et Tania Boristène, Didier Makaga, Max Dalleau, Davy Sicard, Dominique Tillin, Philippe Barraca, puis arrivées de Christophe Zoogonès, Rodolphe Céleste à la guitare, Arjuna Mariapin à la batterie et aux tabla), le groupe à géométrie variable continue la scène et ambitionne toujours d'autres albums .

## Discographie
- Sabouk (Discorama, 1992)
- Sézon (Discorama, 1997[7])
- Vizion Gramoun (2024)